# البورصة العقارية
البورصة العقارية منصة رقمية سعودية متكاملة تابعة لوزارة العدل لإدارة الثروة العقارية في المملكة العربية السعودية، دُشنت المنصة في 27 أغسطس 2023م، وتقدّم خدمات تداول ورهن وتمويل العقارات، كما تقدم خدمات فرز ودمج العقارات باستخدام الهوية العقارية، إضافة إلى خدمة الإفراغ العقاري.

## التاريخ
- أطلقت وزارة العدل البورصة العقارية السعودية تجريباً في نوفمبر 2021م.[3][4]
- شهدت البورصة العقارية تنفيذ 250 ألف عملية خلال مرحلتها التجريبية الأولى.[5][6]
- في 27 أغسطس 2023م دشن وزير العدل الدكتور وليد بن محمد الصمعاني في الرياض، البورصة العقارية، بحضور وزير الاتصالات وتقنية المعلومات المهندس عبد الله بن عامر السواحة.[7]
- في مطلع مايو 2023م أطلقت وزارة العدل تطبيق البورصة العقارية على متجري أبل ستور، وجوجل بلاي.[8]
- في أغسطس 2023م أصدرت وزارة العدل الدليل الإرشادي للبورصة العقارية، المتضمن شرحاً مفصلاً لكيفية الاستفادة من الخدمات المتنوعة المقدّمة.[9]
- خلال الربع الأول من عام 2024م أُصدر أكثر من 700 ألف صك عبر البورصة العقارية.[10]
- في أغسطس 2024م بلغ عدد المستفيدين من خدمات البورصة العقارية أكثر من 2.1 مليون.[11]

## خدمات البورصة العقارية
- خدمات تداول العقارات (بيع وشراء).[12][13]
- خدمات الرهن والتمويل العقاري
- خدمات إصدار الصكوك لطلبات فرز ودمج العقارات باستخدام الهوية العقارية.
- خدمة تحديث الصكوك إلكترونياً.[14]
- تتيح خيارات متعددة للمؤشرات والاستعلام عن العقارات.[10]